# Biblioteka Trap
Biblioteka Trap – singel polskiego rapera Maty. Wydawnictwo, w formie digital download ukazało się 15 kwietnia 2019 roku na kanale SBM Starter. Tekst utworu został napisany przez Michała Matczaka.

## Nagrywanie
Utwór wyprodukowany przez Trooh Hippiego został zarejestrowany w studiu NoBoCoTo Studio. Za mix/mastering odpowiada Yah00 (Janusz Walczuk).

## Przyjęcie
Utwór zdobył ponad 19 milionów wyświetleń w serwisie YouTube. (Stan na wrzesień 2022)
Nagranie osiągnęło status podwójnej platynowej płyty.

## Personel
Opracowano na podstawie opisu teledysku na YouTube.
- Mata – słowa, rap
- Trooh Hippi – produkcja muzyczna
- Yah00 (Janusz Walczuk) – miksowanie, mastering